# Campeonato Europeu de Atletismo Juvenil de 2016
O Campeonato Europeu de Atletismo Juvenil de 2016 foi a edição inaugural do torneio para atletas com idade até 18 anos, classificados como juvenil. Sendo organizado pela Associação Europeia de Atletismo a cada dois anos. O evento foi realizado no Estádio de Atletismo de Tbilisi, em Tbilisi, na Geórgia, entre 14 e 17 de julho de 2016. Foram disputadas 40 provas tendo como destaque a Grã Bretanha com 13 medalhas no total, sendo 5 de ouro.

## Resultados
Esses foram os resultados do campeonato. 

### Masculino
| Evento                          | Ouro                                                                          | Ouro      | Prata                                                          | Prata    | Bronze                                                                    | Bronze   |
| ------------------------------- | ----------------------------------------------------------------------------- | --------- | -------------------------------------------------------------- | -------- | ------------------------------------------------------------------------- | -------- |
| 100 m                           | Marvin Schulte · Alemanha                                                     | 10.56     | Henrik Larsson · Suécia                                        | 10.57    | Samuel Purola · Finlândia                                                 | 10.62 =  |
| 200 m                           | Jona Efoloko · Grã-Bretanha                                                   | 21.15     | Kasper Kadestål · Suécia                                       | 21.18    | Pol Retamal · Espanha                                                     | 21.24    |
| 400 m                           | Ihar Zubko · Bielorrússia                                                     | 47.16     | Mihai Cristian Pislaru · Roménia                               | 47.46    | Mahsum Korkmaz · Turquia                                                  | 47.69    |
| 800 m                           | George Mills · Grã-Bretanha                                                   | 1:48.82   | Andrea Romani · Itália                                         | 1:49.58  | Simone Barontini · Itália                                                 | 1:49.78  |
| 1.500 m                         | Jake Heyward · Grã-Bretanha                                                   | 4:00.64   | Pierre Proust França                                           | 4:01.62  | Enrique Herreros · Espanha                                                | 4:02.06  |
| 3.000 m                         | Elzan Bibić · Sérvia                                                          | 8:09.06   | Annasse Mahboub El Hamdouini · Espanha                         | 8:20.20  | Adrian Garcea · Roménia                                                   | 8:20.94  |
| 110 m com barreiras             | Dániel Eszes · Hungria                                                        | 13.39     | Tuur Bras · Bélgica                                            | 13.42    | Jason Nicholson · Grã-Bretanha                                            | 13.45    |
| 400 m com barreiras             | Alessandro Sibilio · Itália                                                   | 51.46     | Aleix Porras · Espanha                                         | 51.56    | Emil Agyekum · Alemanha                                                   | 51.80    |
| 2.000 m com obstáculo           | Tim Van De Velde · Bélgica                                                    | 5:53.77   | Stefan Schmid · Áustria                                        | 5:54.79  | Rémi Schyns · Bélgica                                                     | 5:55.06  |
| Revezamento medley              | Itália · Lorenzo Paissan · Mario Marchei · Alessandro Sibilio · Andrea Romani | 1:52.78   | Espanha · Sergio López · Jesús Gómez · Pol Retamal · Ivan Alba | 1:53.62  | Polónia · Damian Sztejkowski · Rafał Pająk · Szymon Kreft · Maciej Wójcik | 1:53.80  |
| 10 km marcha atlética           | Łukasz Niedziałek · Polónia                                                   | 44:06.49  | Abdulselam Imük · Turquia                                      | 45:30.41 | David Kuster França                                                       | 45:42.09 |
| Salto em altura                 | Lucas Mihota · Alemanha                                                       | 2.18      | Adonios Merlos · Grécia                                        | 2.16 =   | Dmytro Nikitin · Ucrânia                                                  | 2.16     |
| Salto com vara                  | Emmanouil Karalis · Grécia                                                    | 5.45      | Bo Kanda Lita Baehre · Alemanha                                | 5.30 =   | Sondre Guttormsen · Noruega                                               | 5.05     |
| Salto em distância              | Panayiotis Mantzouroyiannis · Grécia                                          | 7.60      | Enzo Hodebar França                                            | 7.54     | Bogdan Sitoianu · Roménia                                                 | 7.31     |
| Salto triplo                    | Martin Lamou França                                                           | 16.03     | Andrea Dallavalle · Itália                                     | 15.74    | Razvan Cristian Grecu · Roménia                                           | 15.62    |
| Arremesso de peso (6 kg)        | Odisseas Mouzenidis · Grécia                                                  | 21.51 NjR | Dzmitriy Karpuk · Bielorrússia                                 | 21.24    | Eero Ahola · Finlândia                                                    | 21.24    |
| Arremesso de disco (1,75 kg)    | Georgios Koniarakis · Chipre                                                  | 62.16     | Tim Ader · Alemanha                                            | 60.84    | Jan Vasco Bringmann · Alemanha                                            | 60.62    |
| Lançamento de martelo (6,00 kg) | Myhaylo Havrylyuk · Ucrânia                                                   | 82.26 NjR | Jake Norris · Grã-Bretanha                                     | 79.20    | Ragnar Carlsson · Suécia                                                  | 75.71    |
| Arremesso de dardo (800 g)      | Kristaps Jaunpujens · Letónia                                                 | 77.01     | Alexei Oleinik · Moldávia                                      | 74.49    | Matiss Velps · Letónia                                                    | 74.47    |
| Decatlo                         | Manuel Wagner · Alemanha                                                      | 7382      | Jorg Vanlierde · Bélgica                                       | 7311     | Leon Okafor · Áustria                                                     | 7232     |

### Feminino
| Evento                          | Ouro                                                                   | Ouro     | Prata                                                                             | Prata    | Bronze                                                                       | Bronze   |
| ------------------------------- | ---------------------------------------------------------------------- | -------- | --------------------------------------------------------------------------------- | -------- | ---------------------------------------------------------------------------- | -------- |
| 100 m                           | Keshia Kwadwo · Alemanha                                               | 11.76    | Gina Akpe-Moses · Irlanda                                                         | 11.80    | Klaudia Adamek · Polónia                                                     | 11.82    |
| 200 m                           | Marine Mignon França                                                   | 23.35    | Alisha Rees · Grã-Bretanha                                                        | 23.70    | Nikola Bendová · Chéquia                                                     | 24.00    |
| 400 m                           | Andrea Miklós · Roménia                                                | 52.70    | Karolina Łozowska · Polónia                                                       | 54.56    | Josefine Tomine Eriksen · Noruega                                            | 55.26    |
| 800 m                           | Isabelle Boffey · Grã-Bretanha                                         | 2:07.19  | Anna Burt · Grã-Bretanha                                                          | 2:08.54  | Gabriela Gajanová · Eslováquia                                               | 2:09.43  |
| 1.500 m                         | Delia Sclabas · Suíça                                                  | 4:22.51  | Sabrina Sinha · Grã-Bretanha                                                      | 4:23.10  | Erin Wallace · Grã-Bretanha                                                  | 4:28.17  |
| 3.000 m                         | Delia Sclabas · Suíça                                                  | 9:23.44  | Stine Wangberg · Noruega                                                          | 9:26.65  | Lucy Pygott · Grã-Bretanha                                                   | 9:28.15  |
| 100 m com barreiras             | Desola Oki · Itália                                                    | 13.30 =  | Viktoryia Zakharchuk · Bielorrússia                                               | 13.48    | Molly Scott · Irlanda                                                        | 13.51    |
| 400 m com barreiras             | Viivi Lehikoinen · Finlândia                                           | 58.28    | Yasmin Giger · Suíça                                                              | 58.39    | Sara Gallego · Espanha                                                       | 58.73    |
| 2.000 m com obstáculo           | Anna Mark Helwigh · Dinamarca                                          | 6:34.52  | Tíra Pavuk · Hungria                                                              | 6:41.70  | Lora Ontl · Croácia                                                          | 6:43.60  |
| Revezamento medley              | França Cyrena Samba-Mayela Eloise de la Taille Marine Mignon Iman Jean | 2:08.48  | Polónia · Klaudia Adamek · Alicja Potasznik · Martyna Kotwiła · Karolina Łozowska | 2:08.57  | Itália · Camilla Maestrini · Zaynab Dosso · Valeria Simonelli · Letizia Tiso | 2:08.99  |
| 5 km marcha atlética            | Meryem Bekmez · Turquia                                                | 22:50.22 | Ayşe Tekdal · Turquia                                                             | 22:58.17 | Marina Peña · Espanha                                                        | 23:05.90 |
| Salto em altura                 | Maja Nilsson · Suécia                                                  | 1.82     | Urte Baikstyte · Lituânia                                                         | 1.79     | Despina Maltabe · Grécia                                                     | 1.75     |
| Salto com vara                  | Alina Strömberg · Finlândia                                            | 4.15     | Meritxell Benito · Espanha                                                        | 4.05     | Amálie Švábíková · Chéquia                                                   | 4.05     |
| Salto em distância              | Holly Mills · Grã-Bretanha                                             | 6.19     | Maja Bedrač · Eslovênia                                                           | 6.19     | Marisa Carvalho · Portugal                                                   | 6.08     |
| Salto Triplo                    | Georgiana Iuliana Anitei · Roménia                                     | 13.19    | Eva Pepelnak · Eslovênia                                                          | 13.03    | Tene Cisse França                                                            | 12.79    |
| Arremesso de peso (4 kg)        | Alexandra Emelianov · Moldávia                                         | 18.50    | Jule Steuer · Alemanha                                                            | 17.97    | Sydney Giampietro · Itália                                                   | 17.45    |
| Arremesso de disco (1,00 kg)    | Alexandra Emelianov · Moldávia                                         | 58.09    | Amelie Döbler · Alemanha                                                          | 50.14    | Helena Leveelahti · Finlândia                                                | 49.34    |
| Lançamento de martelo (4,00 kg) | Kateřina Skýpalová · Chéquia                                           | 66.58    | Tatsiana Ramanouvich · Bielorrússia                                               | 66.16    | Kiira Väänänen · Finlândia                                                   | 66.00    |
| Lançamento de dardo (600 g)     | Arianne Duarte Morais · Noruega                                        | 60.89    | Carolina Visca · Itália                                                           | 59.10    | Elina Kinnunen · Finlândia                                                   | 57.40    |
| Heptatlo                        | Alina Shukh · Ucrânia                                                  | 6186 WjR | Sarah Lagger · Áustria                                                            | 6175 NjR | Niamh Emerson · Grã-Bretanha                                                 | 5919     |

## Quadro de medalhas
| Ordem | País         | Medalha de ouro | Medalha de prata | Medalha de bronze | Total |
| ----- | ------------ | --------------- | ---------------- | ----------------- | ----- |
| 1     | Grã-Bretanha | 5               | 4                | 4                 | 13    |
| 2     | Alemanha     | 4               | 4                | 2                 | 10    |
| 3     | Itália       | 3               | 3                | 3                 | 9     |
| 4     | França       | 3               | 2                | 2                 | 7     |
| 5     | Grécia       | 3               | 1                | 1                 | 5     |
| 6     | Roménia      | 2               | 1                | 3                 | 6     |
| 7     | Moldávia     | 2               | 1                | 0                 | 3     |
| 7     | Suíça        | 2               | 1                | 0                 | 3     |
| 9     | Finlândia    | 2               | 0                | 5                 | 7     |
| 10    | Ucrânia      | 2               | 0                | 1                 | 3     |
| 11    | Bielorrússia | 1               | 3                | 0                 | 4     |
| 12    | Polónia      | 1               | 2                | 2                 | 5     |
| 13    | Bélgica      | 1               | 2                | 1                 | 4     |
| 13    | Suécia       | 1               | 2                | 1                 | 4     |
| 13    | Turquia      | 1               | 2                | 1                 | 4     |
| 16    | Noruega      | 1               | 1                | 2                 | 4     |
| 17    | Hungria      | 1               | 1                | 0                 | 2     |
| 18    | Chéquia      | 1               | 0                | 2                 | 3     |
| 19    | Letónia      | 1               | 0                | 1                 | 2     |
| 20    | Chipre       | 1               | 0                | 0                 | 1     |
| 20    | Dinamarca    | 1               | 0                | 0                 | 1     |
| 20    | Sérvia       | 1               | 0                | 0                 | 1     |
| 23    | Espanha      | 0               | 4                | 4                 | 8     |
| 24    | Áustria      | 0               | 2                | 1                 | 3     |
| 25    | Eslovênia    | 0               | 2                | 0                 | 2     |
| 26    | Irlanda      | 0               | 1                | 1                 | 2     |
| 27    | Lituânia     | 0               | 1                | 0                 | 1     |
| 28    | Croácia      | 0               | 0                | 1                 | 1     |
| 28    | Portugal     | 0               | 0                | 1                 | 1     |
| 28    | Eslováquia   | 0               | 0                | 1                 | 1     |
| Total | Total        | 40              | 40               | 40                | 120   |

## Participantes
Um total de 900 atletas de 46 nacionalidades membros da Associação Europeia de Atletismo estão competindo.
- Andorra (AND) (5)
- Arménia (ARM) (4)
- Áustria (AUT) (17)
- Azerbaijão (AZE) (1)
- Bielorrússia (BLR) (31)
- Bélgica (BEL) (18)
- Bósnia e Herzegovina (BIH) (4)
- Bulgária (BUL) (16)
- Croácia (CRO) (15)
- Chipre (CYP) (3)
- Chéquia (CZE) (32)
- Dinamarca (DEN) (12)
- Estónia (EST) (21)
- Finlândia (FIN) (26)
- França (FRA) (37)
- Geórgia (GEO) (14) (anfitrião)
- Alemanha (GER) (46)
- Gibraltar (GIB) (3)
- Grã-Bretanha (GBR) (33)
- Grécia (GRE) (20)
- Hungria (HUN) (39)
- Islândia (ISL) (3)
- Irlanda (IRL) (30)
- Israel (ISR) (8)
- Itália (ITA) (55)
- Kosovo (KOS) (4)
- Letónia (LAT) (15)
- Lituânia (LTU) (20)
- Luxemburgo (LUX) (4)
- Macedónia do Norte (MKD) (2)
- Malta (MLT) (2)
- Moldávia (MDA) (2)
- Mónaco (MON) (1)
- Noruega (NOR) (28)
- Polónia (POL) (40)
- Portugal (POR) (15)
- Roménia (ROU) (31)
- San Marino (SMR) (4)
- Sérvia (SRB) (17)
- Eslováquia (SVK) (16)
- Eslovénia (SLO) (37)
- Espanha (ESP) (43)
- Suécia (SWE) (23)
- Suíça (SUI) (30)
- Turquia (TUR) (37)
- Ucrânia (UKR) (46)

Legenda
| Recorde mundial       | Recorde mundial (World record)               |                       | Recorde africano                      | Recorde africano (African) |                                           | Q | Classificado por posição (Qualified) |
| Recorde do campeonato | Recorde do campeonato (Championship record)  | Recorde da América    | Recorde da América (Americas)         | q                          | Classificado por melhor tempo (Qualified) |   |                                      |
| Melhor marca do ano   | Melhor marca do ano (World leading)          | Recorde asiático      | Recorde asiático (Asian)              | DNS                        | Não largou (Did not start)                |   |                                      |
| Recorde nacional      | Recorde nacional (National record)           | Recorde europeu       | Recorde europeu (European)            | DNF                        | Não terminou (Did not finish)             |   |                                      |
| Recorde pessoal       | Recorde pessoal do atleta (Personal best)    | Recorde da Oceania    | Recorde da Oceania (Oceania)          | DSQ / DQ                   | Desclassificado (Disqualified)            |   |                                      |
| Recorde da temporada  | Recorde da temporada do atleta (Season best) | Recorde sul-americano | Recorde sul-americano (South America) | NM                         | Sem marca (No mark)                       |   |                                      |